# Bräkne-Hoby
Bräkne-Hoby är en tätort i Ronneby kommun, Bräkne-Hoby socken  i Blekinge län, belägen vid Europaväg E22 mellan Ronneby och Karlshamn.

## Historia
Bräkne-Hoby omnämns för första gången runt år 1300 i Kung Valdemar den II:es jordebok i egenskap av ett så kallat "Konelev". I Bräkne-Hoby finns också kända fornlämningar som visar på ortens äldre historiska lager. Ett exempel på en kulturhistorisk lämning är RAÄ Bräkne-Hoby 986 som beskriver Hoby gamla gårdstomt före den laga delningen år 1757. Bräkne-Hoby har ett förflutet som centralort och sockencentrum i en rik jordbruksbygd och delar av samhället ingår därför i dag i ett riksintresseområde för kulturmiljövården. Samhället finns beskrivet i det regionala kulturminnevårdsprogrammet för Blekinge län tillsammans med riskintressebeskrivning över samhällets framväxt och värden.

### Industrihistoria
I den norra delen av Bräkne-Hoby etablerade Facit-Halda 1958 sin fabrik som invigdes efterföljande år, det vill säga 1959. Fabriken var avsedd för tillverkning av Facits produkter och byggdes ut i etapper. Detta föranledde att dåvarande Ronneby stad upprättade en större utvidgning av byggnadsplanen för området 1967. Fabriken kom efter persondatorernas genombrott att säljas vidare till andra aktörer. Den stora industriutvidgningen som Ronneby stad planerat för kom därför inte att genomföras.

## Landskap
Landskapsbilden runt Bräkne-Hoby präglas av ett varierat jordbrukslandskap kantat av lövskogar med tydliga stråk i nord-sydlig riktning. Genom den flacka dalgången rinner Bräkneån som mynnar ut i Östersjön vid Väbyfjorden. Invid Bräkne-Hoby finns en skärgård och flera naturreservat samt lämningar från istiden i form av så kallade jättegrytor.

## Stadsbild
Bebyggelsen i Bräkne-Hoby präglas av en lägre skala i en till två våningsplan med tydliga årsringar sett ur perspektivet när bebyggelsen uppfördes. Orten innehåller ett tydligt definierat äldre sockencentrum öster om järnvägssträckningen för Blekinge kustbana. Flera byggnader har en bibehåller arkitektonisk karaktär och har inte förvanskats samtidigt som gatubilden längs Gamla riksvägen är autentisk med avseende på exempelvis gatubeläggning, räcken och bebyggelsens placering. Utformningen av Bräkne-Hoby kyrka indikerar att Bräkne-Hoby varit del av en rik bygd som haft förmågan att uppföra en byggnad av sådan omfattning och detaljkvalité.

### Riksintresse för kulturmiljövården
Bräkne-Hoby har vuxit fram som ett sockencentrum vars bebyggelse och struktur är så pass välbevarad att det sedan 1996 är utpekat som riksintresse för kulturmiljövården av Riksantikvarieämbetet samt uppdaterades och fördjupades år 2017 av Länsstyrelsen i Blekinge län. Riksintresseområdet speglar ett svenskt sockencentrum och centralort före den industriella framväxten i Sverige. Bebyggelsens struktur tillsammans med ett större antal bevarade offentliga byggnader sprungna ur perioden från 1700-talet fram till 1900-talet bidrar till stadsbildens karaktär. Även de olika skolmiljöer som inrättades från 1800-talet fram till 1900-talet ingår i riksintresset då de tillsammans med sina utemiljöer förmedlar berättelse ur flera perspektiv kring det svenska skolväsendets utveckling samt speglar  kvinnornas medverkan i samhällsutvecklingen.

### Enskilda byggnader
Bräkne-Hoby har flera goda exempel bland enskilda byggnader som speglar ortens bebyggelsehistoria. Flera byggnader ingår i det riksintresseområde för kulturmiljövården som omfattar det gamla sockencentrumet.
| - Bräkne-Hoby hembygdsmuseum - Bräkne-Hoby kommunhus - Bräkne-Hoby kyrka - Hoby Kulle herrgård |

### Parker och grönområden
I Bräkne-Hoby ligger bland annat den Svenmanska trädgårdsparken som anlades på 1950-talet vid det dåvarande kommunhuset i Bräkne-Hoby. Parken invigdes 1952 efter att arbetet med parken möjliggjordes genom en donation av Gilbert Svenman vilket gav upphov till namnet på parken.

### Utsmyckning
I Bräkne-Hoby finns flera konstverk och skulpturer utförda av bland annat Per Hasselberg.
- Såningskvinnan
- Vågens tjusning

## Samhället
I samhället ligger ICA Lanthallen, Hoby grillen, Bräknekrogen, Lions Club Bräkne-Hoby, restaurang Alfreds och delikatessbutiken Wiktor Olssons. Dessutom Bräkne-Hoby kyrka och ett kulturcentrum med folkhögskola, naturbruksgymnasium, gymnasiesärskola, F 6-skola och Blekingearkivet (ett arkiv för folkrörelse och lokalhistoria, grundat 1982). Brandstationen i Bräkne-Hoby är en deltidsstation. I Bräkne Hoby finns även en järnvägsstation vid Blekinge kustbana. I sydöstra Bräkne-Hoby finns även dansbanan och grönområdet Ekbacken. Direkt söder om samhället ligger herrgården Hoby Kulle.

### Befolkningsutveckling
| Befolkningsutvecklingen i Bräkne-Hoby 1960–2020 | Befolkningsutvecklingen i Bräkne-Hoby 1960–2020 | Befolkningsutvecklingen i Bräkne-Hoby 1960–2020 | Befolkningsutvecklingen i Bräkne-Hoby 1960–2020 | Befolkningsutvecklingen i Bräkne-Hoby 1960–2020 |
| ----------------------------------------------- | ----------------------------------------------- | ----------------------------------------------- | ----------------------------------------------- | ----------------------------------------------- |
|                                                 |                                                 |                                                 |                                                 |                                                 |
| År                                              |                                                 |                                                 | Folkmängd                                       | Areal (ha)                                      |
| 1960                                            | 1960                                            |                                                 | 1 364                                           |                                                 |
| 1965                                            | 1965                                            |                                                 | 1 478                                           |                                                 |
| 1970                                            | 1970                                            |                                                 | 1 706                                           |                                                 |
| 1975                                            | 1975                                            |                                                 | 1 831                                           |                                                 |
| 1980                                            | 1980                                            |                                                 | 1 977                                           |                                                 |
| 1990                                            | 1990                                            |                                                 | 1 892                                           | 207                                             |
| 1995                                            | 1995                                            |                                                 | 1 890                                           | 207                                             |
| 2000                                            | 2000                                            |                                                 | 1 750                                           | 207                                             |
| 2005                                            | 2005                                            |                                                 | 1 769                                           | 208                                             |
| 2010                                            | 2010                                            |                                                 | 1 689                                           | 207                                             |
| 2015                                            | 2015                                            |                                                 | 1 708                                           | 241                                             |
| 2020                                            | 2020                                            |                                                 | 1 720                                           | 246                                             |
|                                                 |                                                 |                                                 |                                                 |                                                 |